# Spath-Halbinsel
Die Spath-Halbinsel ist eine unvereiste und 65 km lange Halbinsel, die den nordöstlichen Ausläufer von Snow Hill Island im antarktischen Weddell-Meer bildet.
Das UK Antarctic Place-Names Committee benannte sie 1995 nach dem britischen Paläontologen Leonard Spath (1882–1957), Autor einer Abhandlung über Ammoniten im Gebiet der James-Ross-Insel für den Falkland Islands Dependencies Survey.